# Lamačská brána
Lamačská brána je geomorfologický útvar v jihozápadním výběžku Malých Karpat.
Nachází se v západní části Bratislavy, v části Dúbravka a odděluje podcelek Devínske Karpaty a masiv Kamzík. Území je hustě zastavěné a vede jím hlavní silniční (silnice I/2 a D2) i železniční (směr ČR a směr Rakousko) koridor.